# Tandilia microstigma
Tandilia microstigma là một loài bướm đêm trong họ Noctuidae.